# گوین گرانت (بازیکن فوتبال)
گوین گرانت (انگلیسی: Gavin Grant؛ زادهٔ ۲۷ مارس ۱۹۸۴) بازیکن فوتبال اهل بریتانیا است.
از باشگاه‌هایی که در آن بازی کرده‌است می‌توان به باشگاه فوتبال گیلینگام، باشگاه فوتبال توتینگ اند میتچام یونایتد، باشگاه فوتبال استیونج، باشگاه فوتبال میلوال، باشگاه فوتبال وایکام واندررز، باشگاه فوتبال گرایس اتلتیک، و باشگاه فوتبال برادفورد سیتی اشاره کرد.